# Église orthodoxe réformatrice ukrainienne
L'Église orthodoxe réformatrice ukrainienne (en russe : Украинская Реформаторская Православная Церковь) est une dénomination orthodoxe d'Ukraine. Le chef de l'Église porte le titre d'Archevêque de Kiev et de toute l'Ukraine (tulaire actuel : Serge).